# Тофаларская письменность
До 1988 года тофаларский язык не имел письменности, и в трудах исследователей для записи тофаларских текстов использовалось фонетическое письмо на основе латинской и русской графики. Так, Валентин Рассадин, ставший позже автором тофаларского алфавита, в 1978 году в работе «Морфология тофаларского языка в сравнительном освещении» для транскрипции тофаларских слов принял весь русский алфавит с добавлением дополнительных знаков һ, ӈ, ө, ү, ә, i. В основу транскрипции лёг фонематический принцип с элементами морфологического, фактически перенятый при создании официальной письменности, принятой в 1988 году со следующим алфавитом:
| А а | Б б | В в | Г г | Ғ ғ | Д д | Е е | Ә ә |
| Ё ё | Ж ж | З з | И и | I i | Й й | К к | Қ қ |
| Л л | М м | Н н | Ң ң | О о | Ө ө | П п | Р р |
| С с | Т т | У у | Ү ү | Ф ф | Х х | Һ һ | Ц ц |
| Ч ч | Ӌ ӌ | Ш ш | Щ щ | Ъ ъ | Ы ы | Ь ь | Э э |
| Ю ю | Я я |     |     |     |     |     |     |

Отсутствие дополнительных знаков в наборных и компьютерных шрифтах приводило к тому, что в 1980—1990-х годах при издании тофаларских текстов для набора использовался русский алфавит, а необходимые элементы других букв и даже отдельные буквы перед печатью тиража подрисовывались вручную.

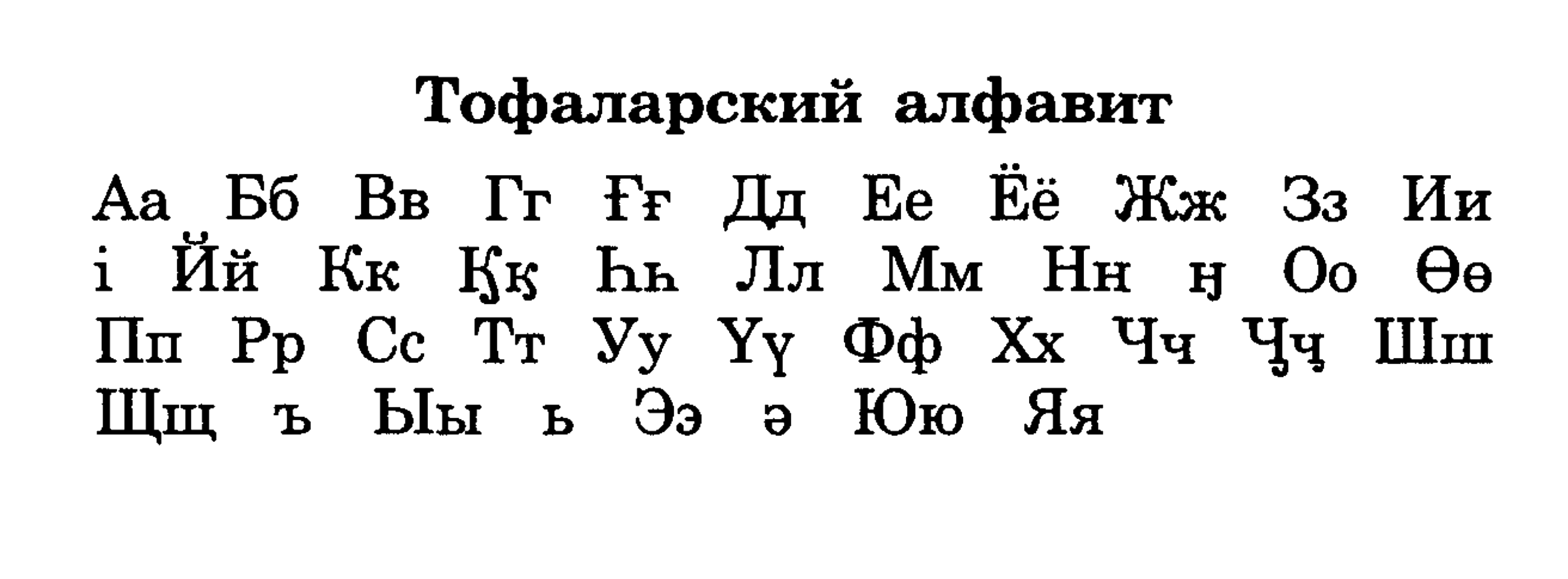
Тофаларский алфавит из «Словаря тофаларско-русского и русско-тофаларского» 2005 года выпуска

В настоящее время процесс становления тофаларской письменности продолжается. Согласно «Словарю тофаларско-русскому и русско-тофаларскому» 2005 года издания, в нынешнем виде алфавит имеет 41 букву и выглядит следующим образом:
| А а | Б б | В в | Г г | Ғ ғ | Д д | Е е | Ё ё |
| Ж ж | З з | И и | i   | Й й | К к | Ӄ ӄ | Һ   |
| Л л | М м | Н н | ӈ   | О о | Ө ө | П п | Р р |
| С с | Т т | У у | Ү ү | Ф ф | Х х | Ч ч |     |
| Ш ш | Щ щ | ъ   | Ы ы | ь   | Э э | ә   | Ю ю |
| Я я |     |     |     |     |     |     |     |